# Dieci città-stato di Cipro

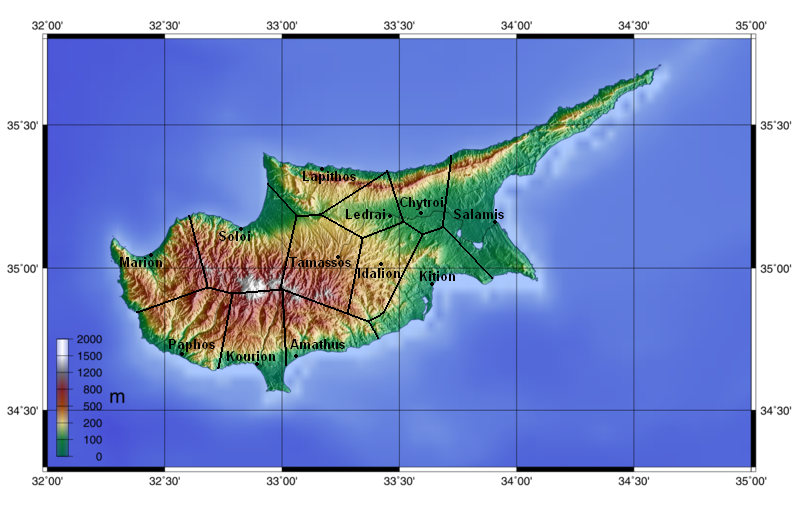
Le città-stato di Cipro

Con l'espressione dieci città-stato di Cipro si intendono le dieci città-stato greche, greco-fenicie o greco-eteocipriote elencate in un'iscrizione del re assiro Esarhaddon risalente al 673-672 a.C..
Eccone l'elenco, seguito dal loro nome in greco:
1. Pafo, Πάφος (greca)
2. Salamina, Σαλαμίς (greca)
3. Soli, Σόλοι (greca)
4. Curium, Κούριον (greca)
5. Chitri, Χῦτροι (greca)
6. Cizio, Κίτιον (greco-fenicia)
7. Amatunte, Ἀμαθούς (greco-eteocipriota)
8. Idalio, Ἰδάλιον (greco-eteocipriota)
9. Ledra, Λῆδραι (greca)
10. Tamasso, Ταμασσός

Successivamente si aggiunsero anche altre tre città:
1. Cirenia, Κυρηνεία (greca)
2. Lapeto, Λάπηθος (greca)
3. Marion, Μάριον (greca)